# Hanneken (Adelsgeschlecht)
Hanneken ist der Name eines norddeutschen Adelsgeschlechts. Die Familienchronik affirmiert eine ursprünglich französische Abstammung von den andere Wappen führenden Seigneurs de Hennequin d’Esqueville bzw. d‘Ecquevilly, bzw. laut Ausgabe des Gotha 1922 führt das Geschlecht seine Abstammung auf die burgundischen Seigneurs d'Hannequin. Noch im Jahr 1939 können wir für einen Nachfahren in der Wochenzeitschrift Die Neue Weltbühne eine satirische Anspielung auf diese Herkunft finden: „Nicht auszudenken aber wären schliesslich die Folgen, wenn die französische Regierung darauf käme, dass Generalmajor von Hanneken, der Vizediktator des Vierjahresplanes, früher eigentlich d'Hannequin hieß und aus der Gegend von Dijon stammt!“
Etymologisch ist der Name Hanneken ein niederdeutscher Diminutiv von Johannes, Hans, also vergleichbar mit Hänschen.

## Geschichte
Zur Geschichte des Adelsgeschlechtes in Deutschland finden wir im Genealogischen Handbuch des Adels folgendes:
Adelsgeschlecht evangelischer Konfessione, das seit dem 16. Jahrhundert in Oldenburg und Friesland, später in Mecklenburg erscheint; seit 1735 tritt es als „von Hanneken“ auf. Die Stammreihe beginnt mit Teylo (Tilemann) Roeben alias Hannekenius († 1559), 1509–1531 Komtur des Johanniterordens in Jührden und Bredehorn in Oldenburg, 1531 (nach Aufhebung der Johanniterkommenden) belehnt mit Arngast, Dangast, Jahdelede und Varel. Nach dem Genealogen Gustav von Lehsten schrieb sich der Kanzleivizedirektor Hanneken zu Rostock, Sohn eines bürgerlichen Gutsbesitzers aus der Lausitz, seit seiner Heirat (1735) mit der Tochter des Generals von Zülow „von Hanneken“. Der „bürgerliche Gutsbesitzer aus der Lausitz“, der als Landjunker aufgeführt wurde und Herr auf Reinsdorf in der Mark, sowie Westenbrügge, Alt-Carin und Daneborth in Mecklenburg-Schwerin war, wurde 1670 in Gießen geboren, nämlich Gregor Ludewig Hanneken. Dessen Vater war Philipp Ludwig Hanneken (1637–1706), Superintendent in Wittenberg, der 1706 von der Universität Wittenberg als adelig bezeichnet wurde. Der „Kanzleivizedirektor Hanneken zu Rostock“ war Friedrich Ludewig von Hanneken (1708–1776). Dessen Enkel waren die preußischen Generalmajore Ludwig von Hanneken (1780–1854) und Woldemar von Hanneken (1789–1849).

## Wappen

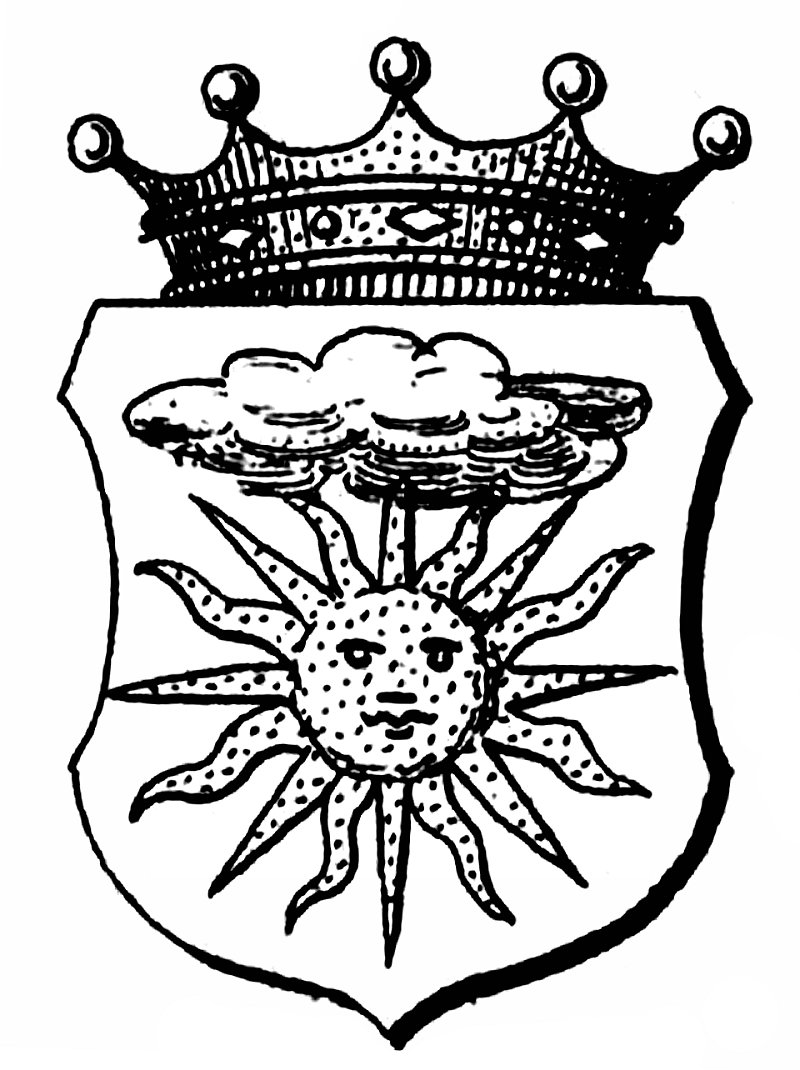
Wappen des Adelsgeschlechts Hanneken aus J. Siebmacher's grosses und allgemeines Wappenbuch

Stammwappen: In Blau eine goldene Sonne, darüber eine silberne Wolke. Auf dem Helm mit blau–goldenen Helmdecken die Sonne zwischen zwei blauen Büffelhörnern.
Der Wappenspruch der Familie lautet: „Tout pour l’honneur“ – „Alles für die Ehre“.

## Bekannte Familienmitglieder
- Balthasar Gerhard Hanneken (1641–1706), Hauptpastor in Lübeck
- Balthasar Gerhard Hanneken (1678–1751), dessen Sohn und ebenfalls Lübecker Hauptpastor
- Hermann von Hanneken (1810–1886), preußischer Generalleutnant
- Hermann von Hanneken (General der Infanterie) (1890–1981), General der Infanterie und Wehrmachtbefehlshaber in Dänemark
- Ludwig von Hanneken (1780–1854), preußischer Generalmajor
- Menno Hanneken (1595–1671), deutscher Theologe, Superintendent von Lübeck
- Nikolaus Hanneken (1639–1708), deutscher Arzt
- Philipp Ludwig Hanneken (1637–1706), deutscher Theologe
- Woldemar von Hanneken (1789–1849), preußischer Generalmajor und Kommandeur der 6. Kavallerie-Brigade

## Weitere Literatur
- Abhandlungen des Naturwissenschaftlichen Vereins zu Bremen. (n.p.): Selbstverlag Naturwissenschaftlicher Verein Bremen 1872.